# Tuyên Thạnh, Tây Ninh
Tuyên Thạnh là một xã thuộc tỉnh Tây Ninh, Việt Nam.

## Địa lý
Xã Tuyên Thạnh có vị trí địa lý:
- Phía đông giáp phường Kiến Tường và xã Mộc Hóa.
- Phía tây giáp xã Tuyên Bình và xã Vĩnh Châu.
- Phía nam giáp xã Hậu Thạnh.
- Phía bắc giáp xã Bình Hiệp.

Xã có diện tích tự nhiên là 108,81 km² và quy mô dân số là là 15.331 người.

## Lịch sử

### Năm 1976
Trước đây, xã Tuyên Thạnh và xã Bắc Hòa thuộc huyện Mộc Hóa, tỉnh Long An.

### Năm 1989
Ngày 4 tháng 4 năm 1989, Hội đồng Bộ trưởng ban hành Quyết định 37-HĐBT. Theo đó, chia xã Tuyên Thạnh thành hai xã Tuyên Thạnh và Thạnh Hưng.

### Năm 2013
Ngày 18 tháng 3 năm 2013, Chính phủ ban hành Nghị quyết số 33/NQ-CP. Theo đó, chuyển xã Tuyên Thạnh về thị xã Kiến Tường mới thành lập, đồng thời điều chỉnh 796,04 ha diện tích tự nhiên và 4.239 người của xã Tuyên Thạnh để thành lập phường 3.
Sau khi điều chỉnh địa giới hành chính, xã Tuyên Thạnh còn lại 3.463,77 ha diện tích tự nhiên và 5.020 người.

### Năm 2025
- Ngày 12 tháng 6 năm 2025, Quốc hội khóa XV ban hành Nghị quyết số 202/2025/QH15 về việc sắp xếp đơn vị hành chính cấp tỉnh[5]. Theo đó, sắp xếp toàn bộ diện tích tự nhiên, quy mô dân số của tỉnh Long An và tỉnh Tây Ninh thành tỉnh mới có tên gọi là tỉnh Tây Ninh.

- Ngày 16 tháng 6 năm 2025, Ủy ban Thường vụ Quốc hội khóa XV ban hành Nghị quyết số 1682/NQ-UBTVQH15 về việc sắp xếp các đơn vị hành chính cấp xã của tỉnh Tây Ninh năm 2025[6]. Theo đó, sắp xếp toàn bộ diện tích tự nhiên, quy mô dân số của xã Thạnh Hưng (thị xã Kiến Tường), xã Tuyên Thạnh và một phần diện tích tự nhiên, quy mô dân số của xã Bắc Hòa [huyện Tân Thạnh] thành xã mới có tên gọi là xã Tuyên Thạnh.

## Hình ảnh

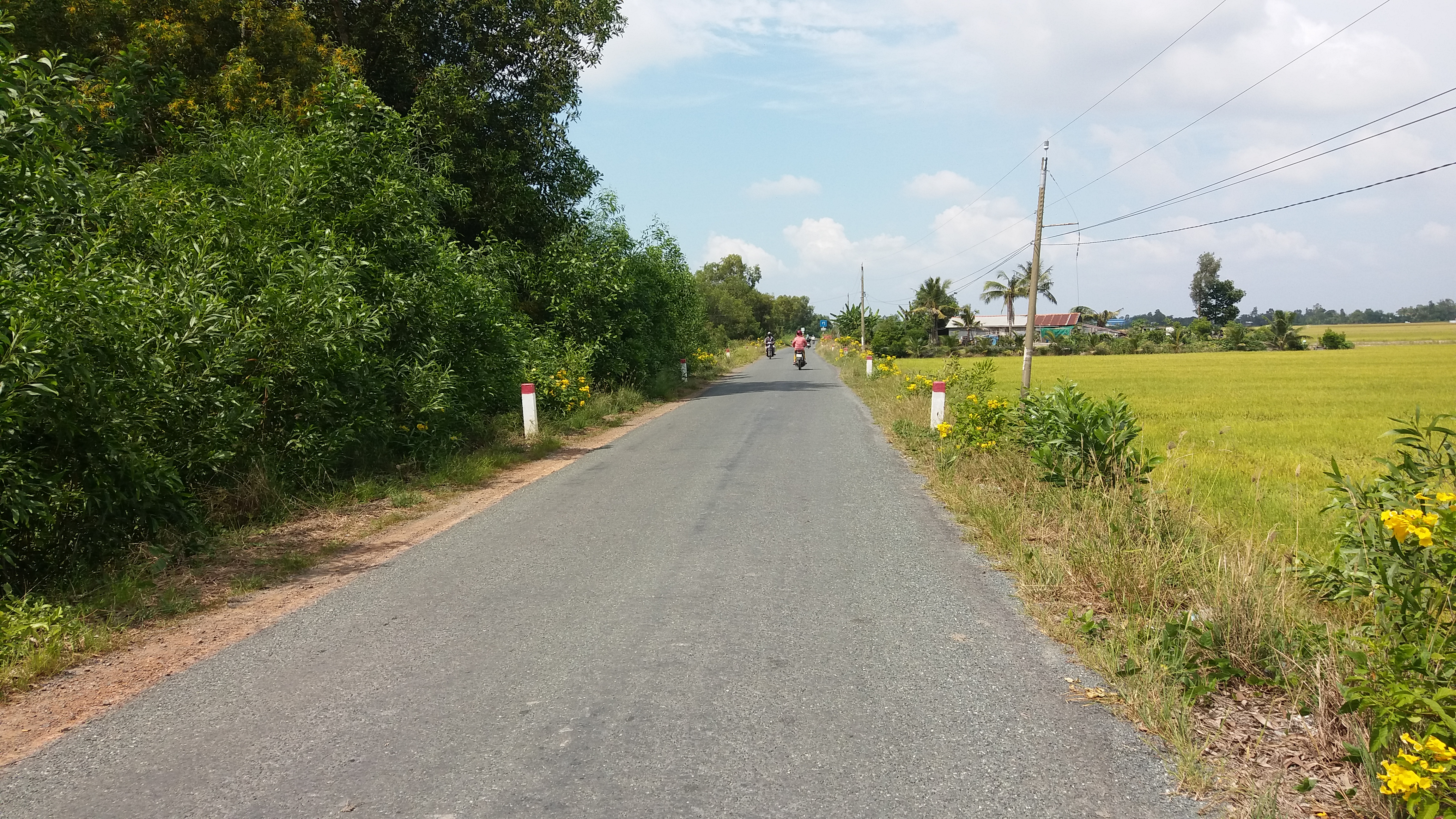
Một con đường vùng nông thôn xã Tuyên Thạnh.